# Wolfgang Müller-Wiener
Wolfgang Müller-Wiener (Friedrichswerth, 17 maggio 1923 – Istanbul, 25 marzo 1991) è stato uno storico dell'architettura e archeologo tedesco.

## Biografia
Dopo un apprendistato come carpentiere, dal 1948 al 1951 studiò architettura all'Istituto di tecnologia di Karlsruhe e ottenne un dottorato nel 1954 sul tema dello sviluppo dell'edilizia industriale nel Baden. Dal 1962 al 1967 fu il secondo direttore dell'Istituto archeologico germanico al Cairo e durante questo periodo diresse gli scavi ad Abu Mena presso Alessandria d'Egitto. Dopo la sua abilitazione nel 1965 all'Istituto di tecnologia di Karlsruhe, nel 1967 fu nominato professore ordinario di storia dell'architettura alla Technische Hochschule di Darmstadt. Nel 1976 venne eletto primo direttore della sezione di Istanbul dell'Istituto archeologico germanico (DAI). I suoi principali interessi in questo periodo furono la topografia di Costantinopoli e di Istanbul antica, i castelli del Mediterraneo orientale e la storia architettonica di Mileto), dove dal 1974 fino al suo ritiro nel 1988, guidò gli scavi. In questo sito archeologico ionico studiò con Berthold Weber tre templi ellenistici ed Heroa, oltre a edifici paleocristiani.

## Opere
- Das Theater von Epidauros, W. Kohlhammer, Stuttgart 1961. (con Armin von Gerkan)
- Mittelalterliche Befestigungen im südlichen Ionien. In: Istanbuler Mitteilungen. Vol. 11, ISSN 0341-9142 (WC · ACNP), 1961, p. 5–122.
- Die Stadtbefestigungen von Izmir, Sigacik und Çandarli: Bemerkungen zur mittelalterlichen Topographie des nördlichen Ionien. In: Istanbuler Mitteilungen. Vol. 12, 1962, p. 59–114.
- Burgen der Kreuzritter im Heiligen Land, auf Zypern und in der Ägäis. Deutscher Kunstverlag, München u. a. 1966.
- Bildlexikon zur Topographie Istanbuls. Byzantion, Konstantinupolis, Istanbul bis zum Beginn des 17. Jahrhunderts. Wasmuth, Tübingen 1977, ISBN 3-8030-1022-5.
- Von der Polis zum Kastron. In: Gymnasium. Bd. 93, 1986, ZDB: 0017-5943, p. 435–475.
- Griechisches Bauwesen in der Antike. Beck, München 1988, ISBN 3-406-32993-4.
- Die Häfen von Byzantion, Konstantinupolis, Istanbul. Wasmuth, Tübingen 1994, ISBN 3-8030-1042-X.